# Instituto Balear de la Mujer
El Instituto Balear de la Mujer (IBD) (en catalán: Institut Balear de la Dona) es un organismo creado el 20 de abril de 2000, dependiente desde 2019 de la Consejería de Presidencia, Cultura e Igualdad del Gobierno de las Islas Baleares, liderada por Pilar Costa. El IBD está encargado de impulsar las políticas de igualdad entre hombres y mujeres en las Islas Baleares. Desde el 19 de julio de 2019 el IBD está dirigido por la jurista feminista María Durán Febrer.

## Historia
El IBD fue una propuesta del Lobby de Dones de Mallorca, fundado en 1994, recogiendo el espíritu del feminismo de los años 60 y defendiendo el nuevo organismo como un entidad institucional para luchar contra la violencia hacia las mujeres. En las elecciones autonómicas de 1999 se logró que todos los partidos se comprometieran a crearlo.
Por otro lado el mandato constitucional y el mandato del Estatuto de Autonomía de las Islas Baleares establece en el artículo 9 la obligación de las instituciones públicas de promover la libertad, la justicia y la igualdad.
Su creación formal fue el 20 de abril de 2000 en la Ley 5/2000 como entidad autónoma de carácter administrativo con personalidad jurídica propia durante el gobierno socialista de Francesc Antich que inauguró la sede del IBD en diciembre de 2000. Su primera directora fue la abogada Francisca (Xisca) Mas.
En 2001 se creó la Red de Casas de Acogida para mujeres maltratadas en Mallorca.
En 2002 impulsó la modificación de la ley electoral autonómica que establece como norma las listas electorales "cremallera" en las candidaturas al Parlamento, una modificación que fue pionera en España.
En 2003 estuvo adscrito a la Consejería de Presidencia y Deportes, posteriormente a la Consejería de Servicios Sociales y Cooperación.
En enero de 2016 con el gobierno presidido por Francina Armengol pasó a depender de la Consejería de Presidencia con el objetivo de desarrollar políticas transversales de igualdad. El 28 de julio de 2016 se aprobó la Ley 11/2016, de 28 de julio, de igualdad de mujeres y hombres de las Islas Baleares.
En 2019 se creó la Consejería de Presidencia, Cultura e Igualdad pasó e estar adscrito a esta presidencia.

## Funciones
Entre las funciones del Instituto Balear de la Mujer marcadas por la Ley 5 /2000 se encuentran el promover los estudios que sirven de base para elaborar políticas de igualdad, elaborar las propuestas de reformas legislativas dirigidas a eliminar los obstáculos que dificulten o impidan la igualdad real entre ambos sexos, Impulsar las medidas de coordinación necesarias entre los programas de actuación que incidan en la situación de la mujer, desplegados por los varios poderes públicos de la comunidad autónoma, crear, fomentar y coordinar la prestación de servicios a favor de la mujer, preferentemente los dirigidos a aquellas que tengan especial necesidad de ayuda, realizar campañas de sensibilización, promoción y difusión, para informar a la ciudadanía sobre los problemas de la mujer, establecer relaciones y formas de participación con entes y organismos que, por sus fines y funciones, contribuyan a la consecución de los fines del Instituto y recibir y canalizar las denuncias formuladas en casos de discriminación de hecho o de derecho por razón de sexo.

## Violencia contra las mujeres
El IBD tiene un servicio de atención a víctimas de violencias machistas dirigido a mujeres víctima de violencia machista y su entorno, a hijas e hijos de las víctimas, profesionales y toda la comunidad en general. Puede accederse al servicio de atención 24 horas a través de los tel:  971 178 989, móvil 639 837 476, Servicio de urgencia 112 y el mail atencionS24h.ibdona@atenzia.com.

## Lucha contra la trata de mujeres y niñas y abordaje de prostitución en las Islas Baleares
Baleares desarrolla un Plan autonómico para la lucha contra la trata de mujeres y niñas con fines de explotación sexual y el abordaje de la prostitución en las Islas Baleares (2019-2022). El IBD tiene el cometido de coordinar la elaboración del plan. España es el primer país consumidor de prostitución de la Unión Europea y está entre los diez primeros países donde hay más oferta de "turismo sexual". En 2017 se publicó un trabajo en el que se calculaba que en las Islas Baleares hay unas 600 mujeres en situación de prostitución de forma habitual y regular y que la cifra alcanza las 2.350 mujeres si se añade las que están en esta situación de forma puntual o esporádica, aumentando considerablemente durante la temporada turística.

## Aulas Feministas de Ibiza y Formentera

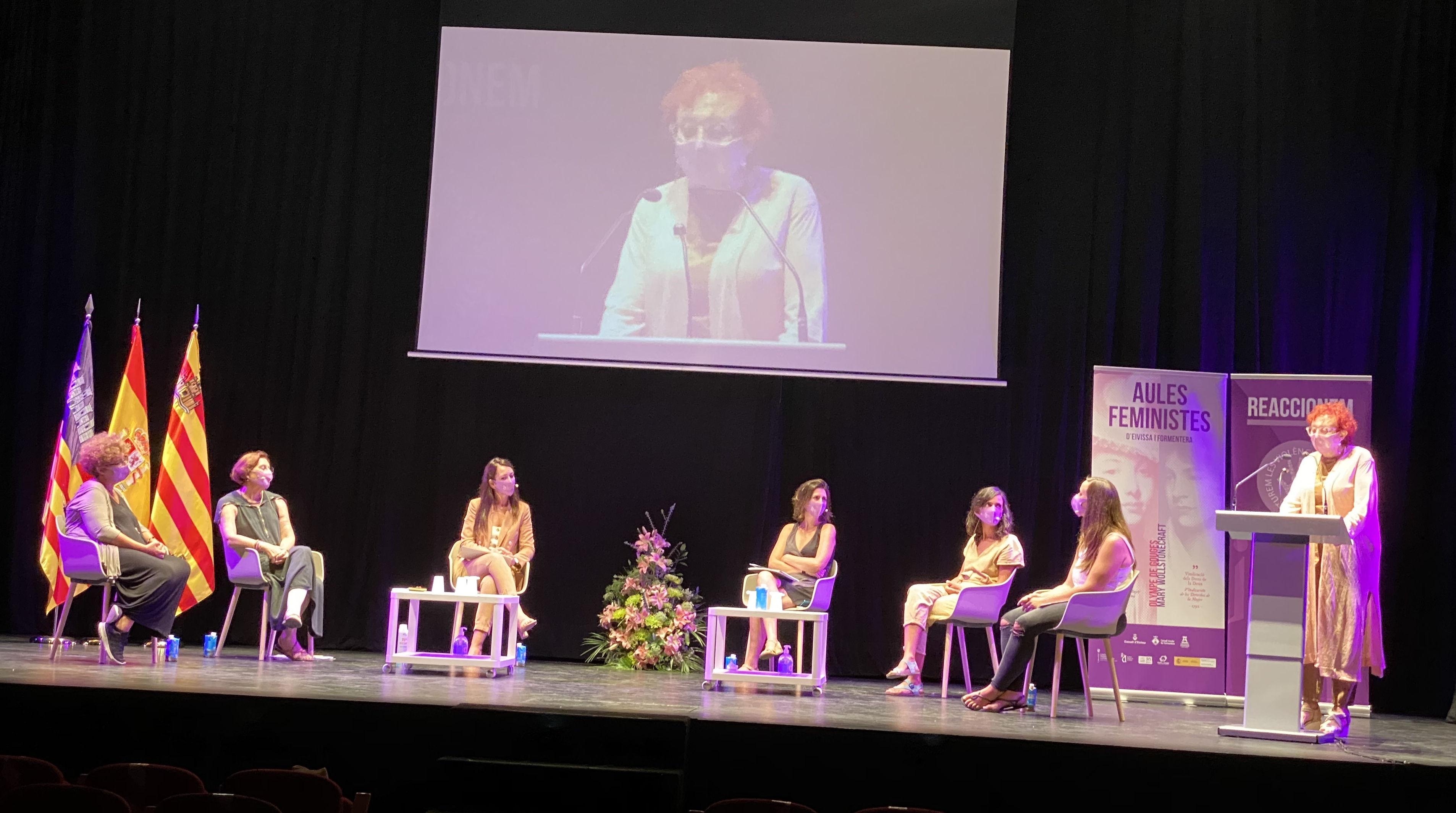
Inauguración en Ibiza de las "Aulas Feministas de Ibiza y Formentera" 2020 organizado por el IBD

En septiembre de 2020 el Instituto Balear de la Mujer celebró la primera edición de "Aules Feministes de Eivissa i Formentera" como espacio de aprendizaje y reflexión con el lema "Los derechos humanos de las mujeres más que nunca" con diversas conferencias, entre ellas «El borrador de la ley de tráfico de personas, un paso adelante hacia la abolición de la prostitución», a cargo de Altamira Gonzalo, el análisis del feminismo en la sociedad y en los medios de comunicación, «El trabajo no remunerado en la economía global » com María Ángeles Durán o «La huella psíquica de la violencia machista» impartida por la propia directora María Durán Febrer.

## Título de Especialista Universitario en Coeducación
En septiembre de 2020 el Institut Balear de la Dona y la Universidad de las Islas Baleares firmaron un convenio para la creación del título propio de posgrado Especialista Universitario en Coeducación, impartidos por primera vez entre noviembre de 2020 y el junio de 2021, con un total de 30 créditos ECTS. El curso se dirige, principalmente, a profesorado de enseñanza no universitaria y a personas con títulos universitarios en especialidades relacionadas con la educación o que se quieran dedicar profesionalmente a la enseñanza.

## Otros organismos de igualdad en Baleares

### Mallorca

#### Dirección Insular de Igualdad en Mallorca
- En la legislatura 2007-2011 en la Isla de Mallorca se creó la Dirección Insular de Igualdad en Mallorca que impulsó planes de igualdad en los ayuntamientos. Pertenece a la Consejería de Presidencia del Consejo Insular de Mallorca. En la siguiente legislatura desaparecerá la Dirección Insular reapareciendo en 2015 en Mallorca creándose también en las diferentes islas. En la actualidad está dirigido sustituyendo a Nina Parrón por Rosa Cursach, Més per Mallorca que anteriormente fue directora del IBD.[16]
- Centro de Información a la Mujer C/ dels Foners, 38, Palma

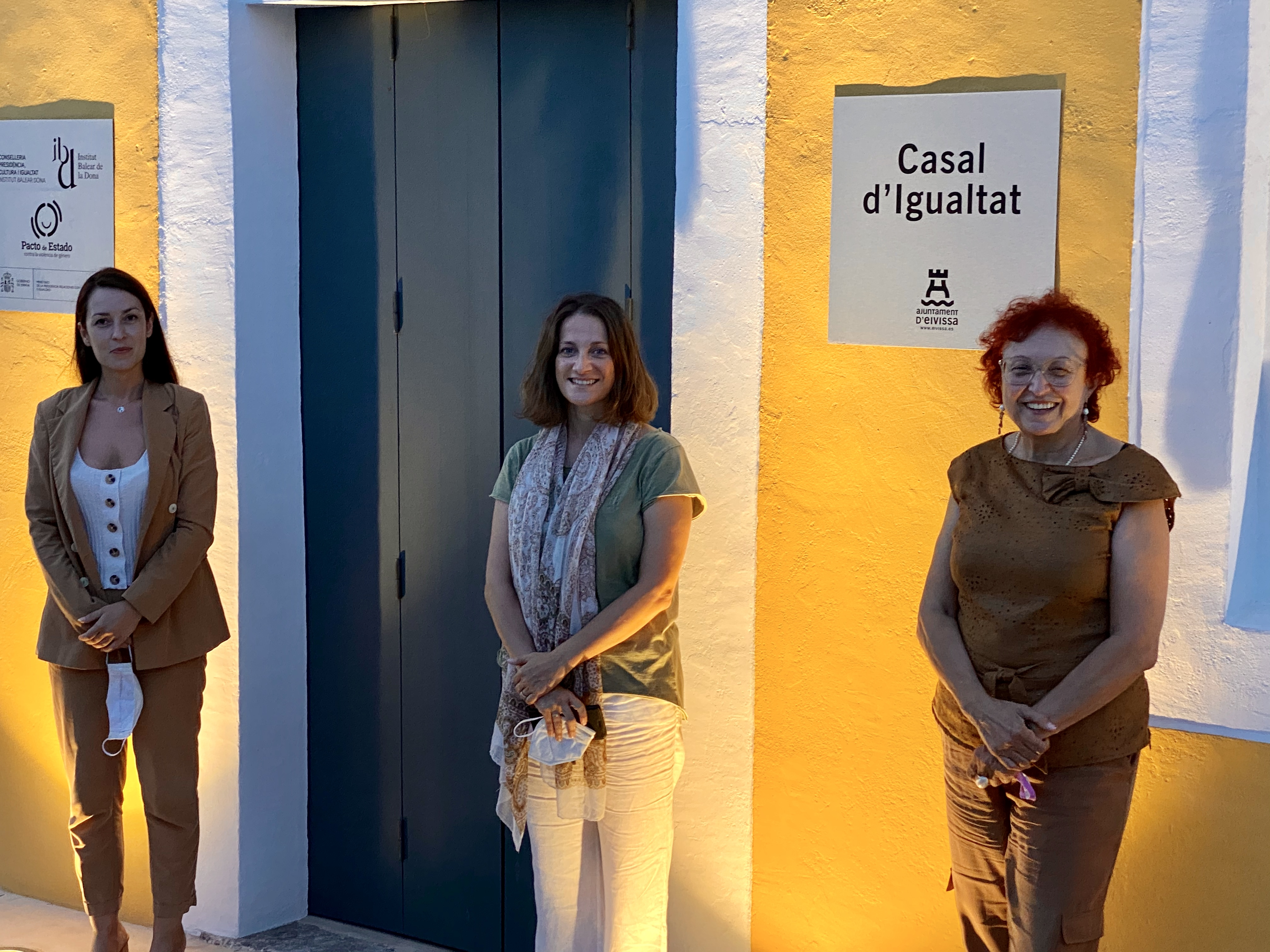
María Durán Febrer, directora del Instituto Balear de la Mujer con Claudia Cotaina, concejala de Igualdad del Ayuntamiento de Ibiza y Vanessa Parellades del Consejo Insular de Formentera en la Casa de Igualdad de Ibiza

#### Concejalía de Igualdad del Ayuntamiento de Palma
- En el ayuntamiento de Palma se creó la "Concejalía de Igualdad" que puso en marcha un servicio de atención a mujeres víctima de violencia.[3] Desde 2019 la Concejalía se denomina "Justicia Social, Feminismo y LGTBI" con Sonia Vivas Rivera al frente.[17]

### Menorca
Centre Assesor de la Dona del Consejo Insular de Menorca
- Inició su actividad en 1998. En Mahón (C/ Vasallo, 33) y Ciudadela (República Argentina 96)[18]

### Ibiza
Concejalía de Igualtat de l'Ayuntamiento de Eivissa con Claudia Cotaina al frente.
En 2019 se inauguró el Casal d'Igualtat donde se encuentra la oficina del Institut Balear de la Dona y otros servicios municipales sobre igualdad. Está ubicado en la Casa de Sa Colomina, un edificio del siglo XIX rehabilitado para albergar las dependencias.
Oficina de la Mujer del Consejo Insular de Ibiza
- Creada en 1997. En Ibiza (C/ Cosme Vidal Llàser, s/n, )[20]

### Formentera
Consejo Insular de Formentera
Punto de Información y Atención a las Mujeres. (Venda dels Brolls, 53 San Francisco Javier)

## Directoras
- Francisca Mas (2000-2003)[21]
- Isabel Llinàs (2003-2007)[22]
- Lila Thomàs (2007 - 2011)[23][24][25]
- Manuela Meseguer (2011 - 2013)
- Isabel Llinàs (2013-2015)[26]

- Rosa Cursach (2015-2019)[27]
- María Duran Febrer (2019 - actual)[28]